# Áo dài
L'áo dài est une robe traditionnelle vietnamienne. Cette robe est notamment l'uniforme des élèves et des étudiantes, des hôtesses de l'air, etc. Il est porté par la quasi-totalité des femmes lors des cérémonies officielles, des conférences ou encore des mariages. Dans le sud du Viêt Nam, ce mot se prononce « ao yaï » et dans le nord « ao zaï ».
L'áo dài est similaire au salwar kameez, kurta des pays qui suivent la culture indo-islamique comme l'Inde, le Pakistan, etc.

## Historique
Les premières versions de l'áo dài remonteraient aux années 1700. À l'époque, le Viêt Nam était divisé en deux, la dynastie Trinh au nord, et celle des Nguyễn au sud. En 1744, Nguyễn Phúc Khoát décida de la forme du costume national afin de marquer son affirmation vis-à-vis de son voisin du nord. Il existait alors une version pour homme et une version pour femme. Le port du pantalon était obligatoire tant pour les hommes que pour les femmes. La version homme n'est désormais utilisée que dans de très rares occasions comme lors du mariage (mais pas pendant toute la cérémonie) ou des funérailles.
Ce costume survécut jusqu'en 1930 quand un créateur de mode de Hanoï, Cát Tường, plus connu des Français sous le nom de Monsieur le Mur[réf. nécessaire] (traduction littérale de son nom), le modifia en le simplifiant : il rallongea le bas, le rapprochant des courbes du corps, réduisit le nombre de pans de cinq à deux, mit des boutons de fermeture sur le côté et fit varier la forme de col. Ce modèle provoqua un scandale, étant jugé par les conservateurs comme trop indécent. Il obtint néanmoins un tel succès qu'il devint bientôt la norme. 
Au nord, au lendemain de l'indépendance en 1954, le costume fut bientôt banni, car inapproprié au travail et trop coûteux. Au sud, en revanche, sa popularité augmenta, principalement sous l'influence de la Première dame du pays, Madame Nhu, qui le portait dans toutes les occasions, arborant même des modèles décolletés. Elle fut bientôt imitée par la bourgeoisie. L'áo dài devint également l'uniforme obligatoire des lycéennes.
En 1975, après la réunification du Viêt Nam, il était rare de le voir car il était devenu un symbole de décadence. Celles qui le portaient risquaient une condamnation à l'enfermement dans un camp de rééducation.
Depuis les années 1990, il connaît une résurgence, grâce notamment aux stylistes Minh Hanh et Sy Hoang. Le port du vêtement traditionnel est maintenant encouragé. Il est souvent arboré lors des fêtes, comme celle du Têt, ainsi que par le personnel œuvrant dans le secteur touristique. Il demeure toujours l'uniforme obligatoire des lycéennes et des étudiantes.

## Description
L'áo dài est composé de deux pièces : une robe et un pantalon de soie le plus souvent blanc. La robe peut être unie et répondre à un certain code de couleur pour les uniformes (blanche pour les étudiantes, par le passé bordeaux, mais actuellement bleu-ciel ou jaune pour les hôtesses de la Vietnam Airlines, etc.), mais peut dans les autres cas être multicolore, posséder de nombreux motifs et être faite en différentes sortes de tissu.
Les éléments qui constituent la base du costume sont :
- Le pantalon taille haute, ample, souvent blanc, maintenu par une ceinture élastique cousue dans le haut ;
- La tunique :
  - La partie supérieure, de coupe très près du corps, est composée d'un col mao et de manches longues. La fermeture se fait discrètement sur le côté par de petits boutons-pression ;
  - La partie inférieure, fendue sur les côtés jusqu'au-dessus du bassin, est faite de deux pans descendants jusqu'au-dessus des chevilles.

L'áo dài couvre tout le corps, sauf la tête, les mains et les pieds. Cependant, la fente de la tunique remonte, en général, quelque 2 ou 3 centimètres plus haut que le pantalon, laissant ainsi un petit triangle découvert de chaque côté du bassin, ouverture surnommée le « triangle de l'émotion ».

## Galerie

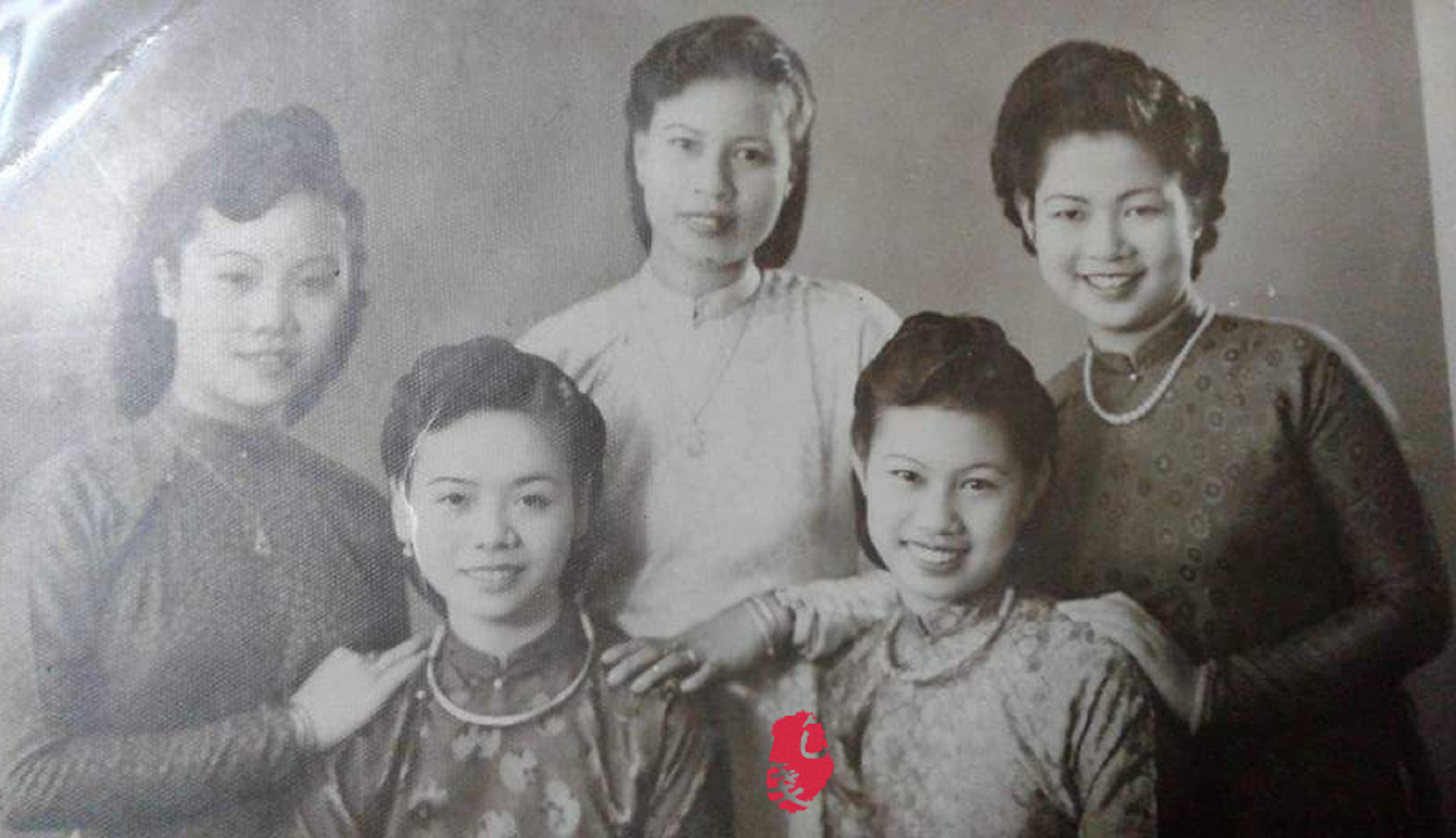
Cinq sœurs à Hanoï dans les années 1950
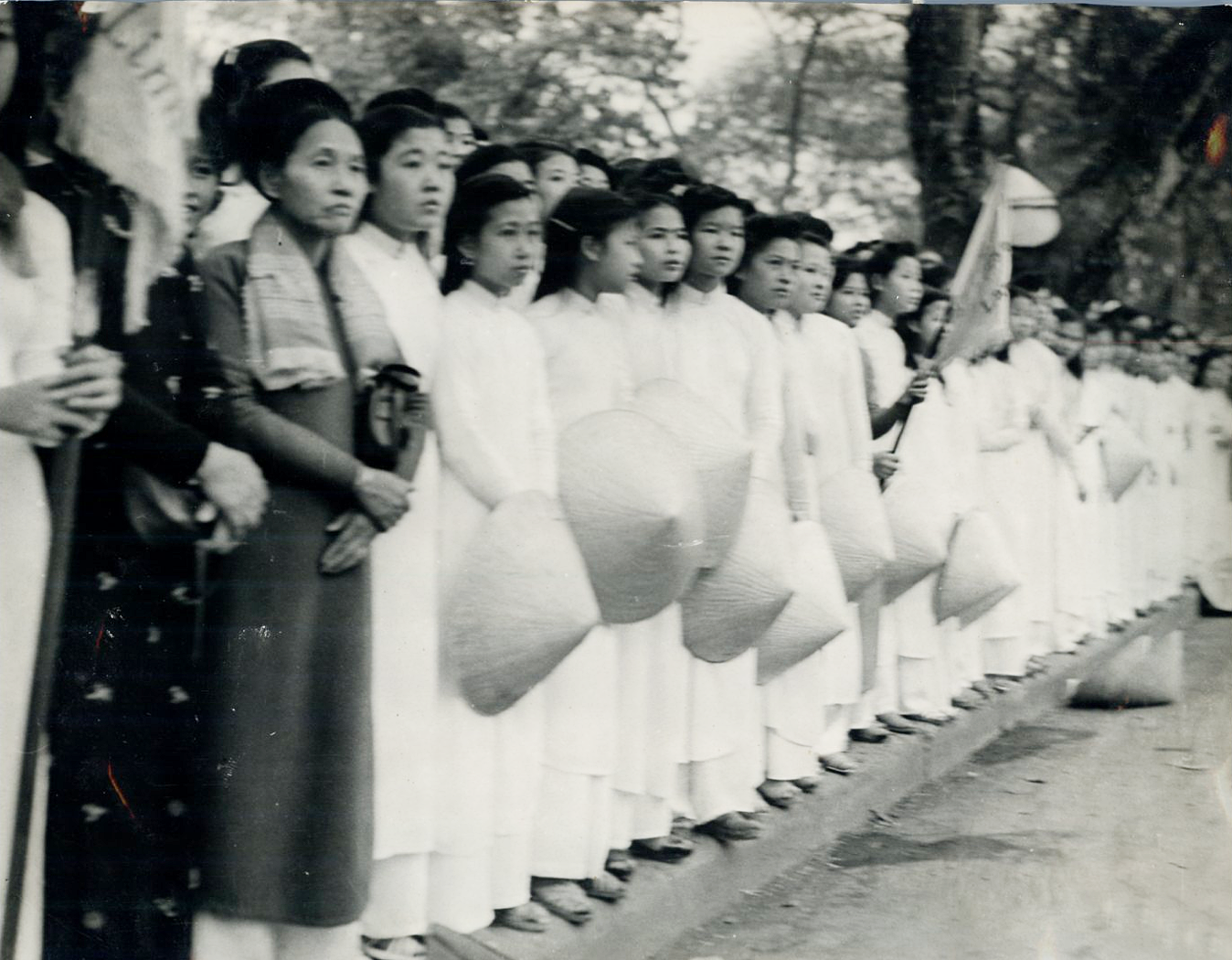
Des femmes assistant à un défilé militaire à Hanoï 1953
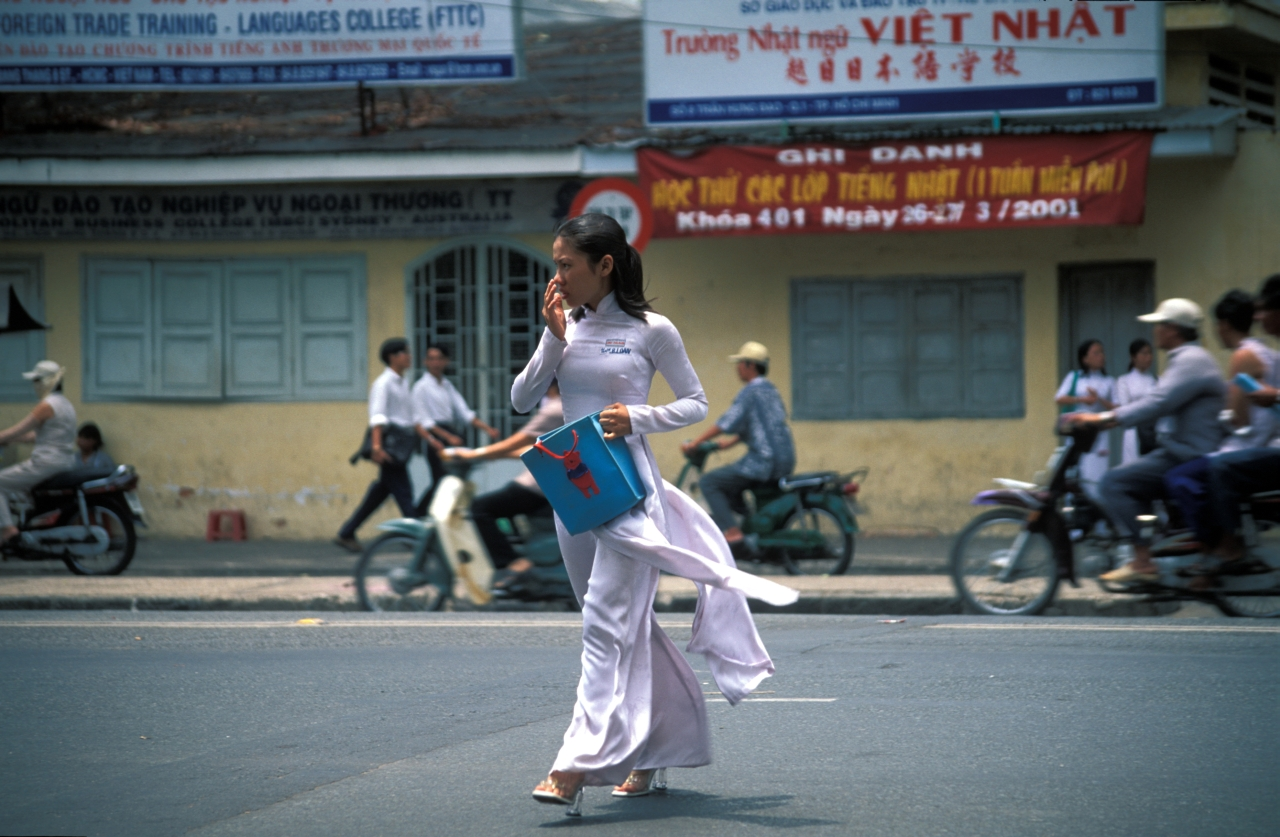
Étudiante traversant la rue, vêtue d'un áo dài (Hô Chi Minh-Ville, 2002)
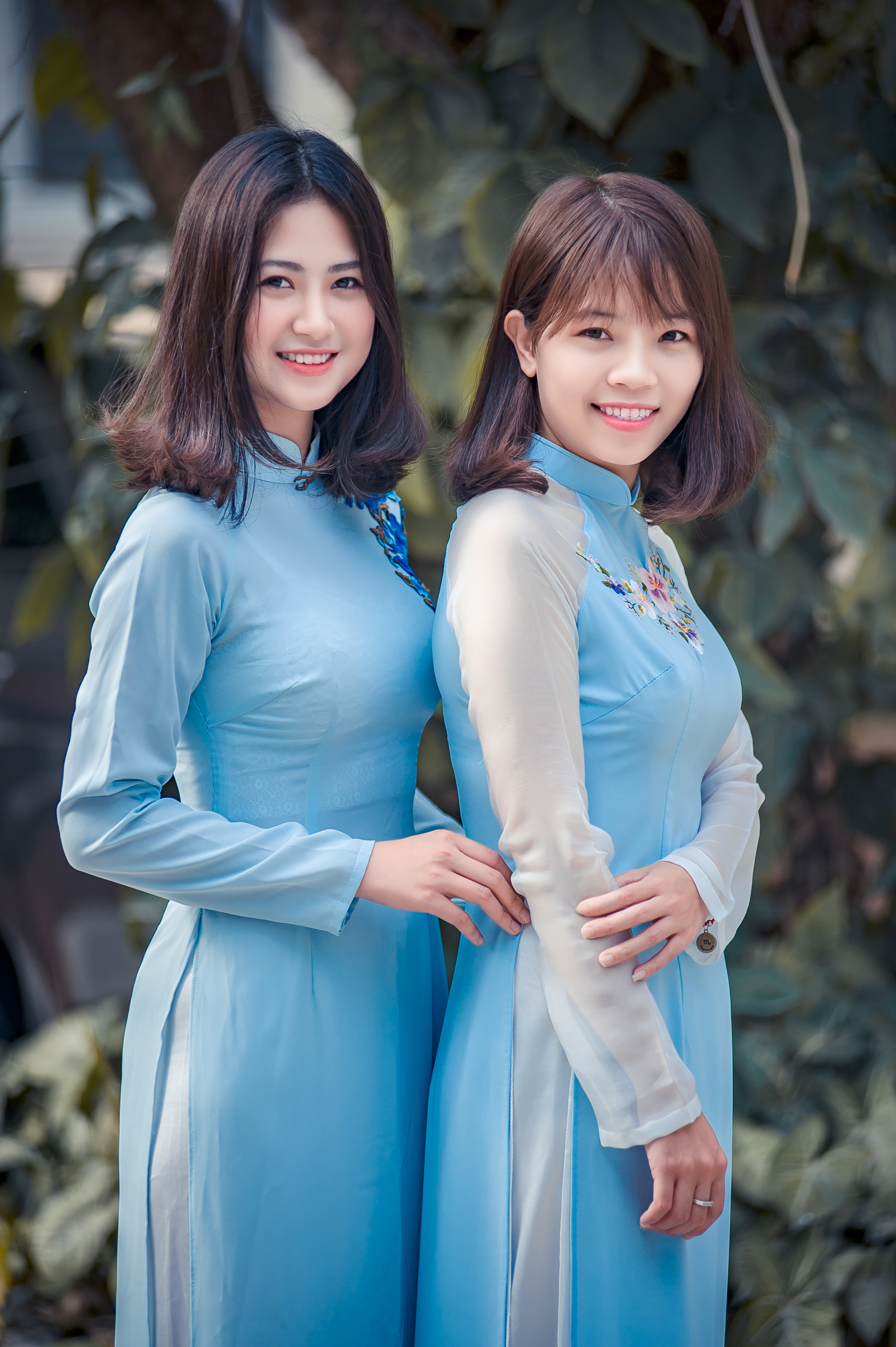
Deux femmes portant du áo dài bleu (Février 2017)
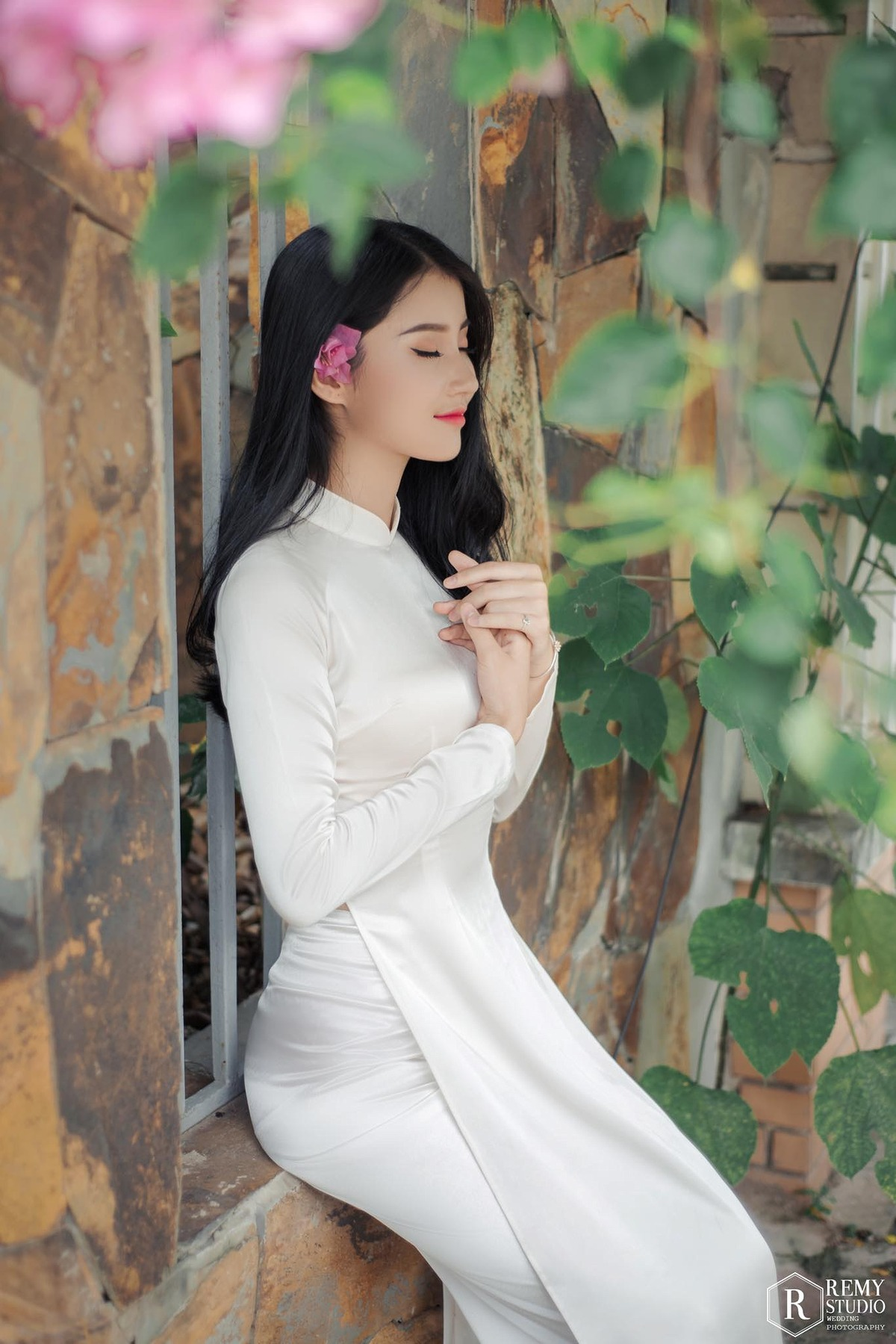
Áo dài blanc (2020)
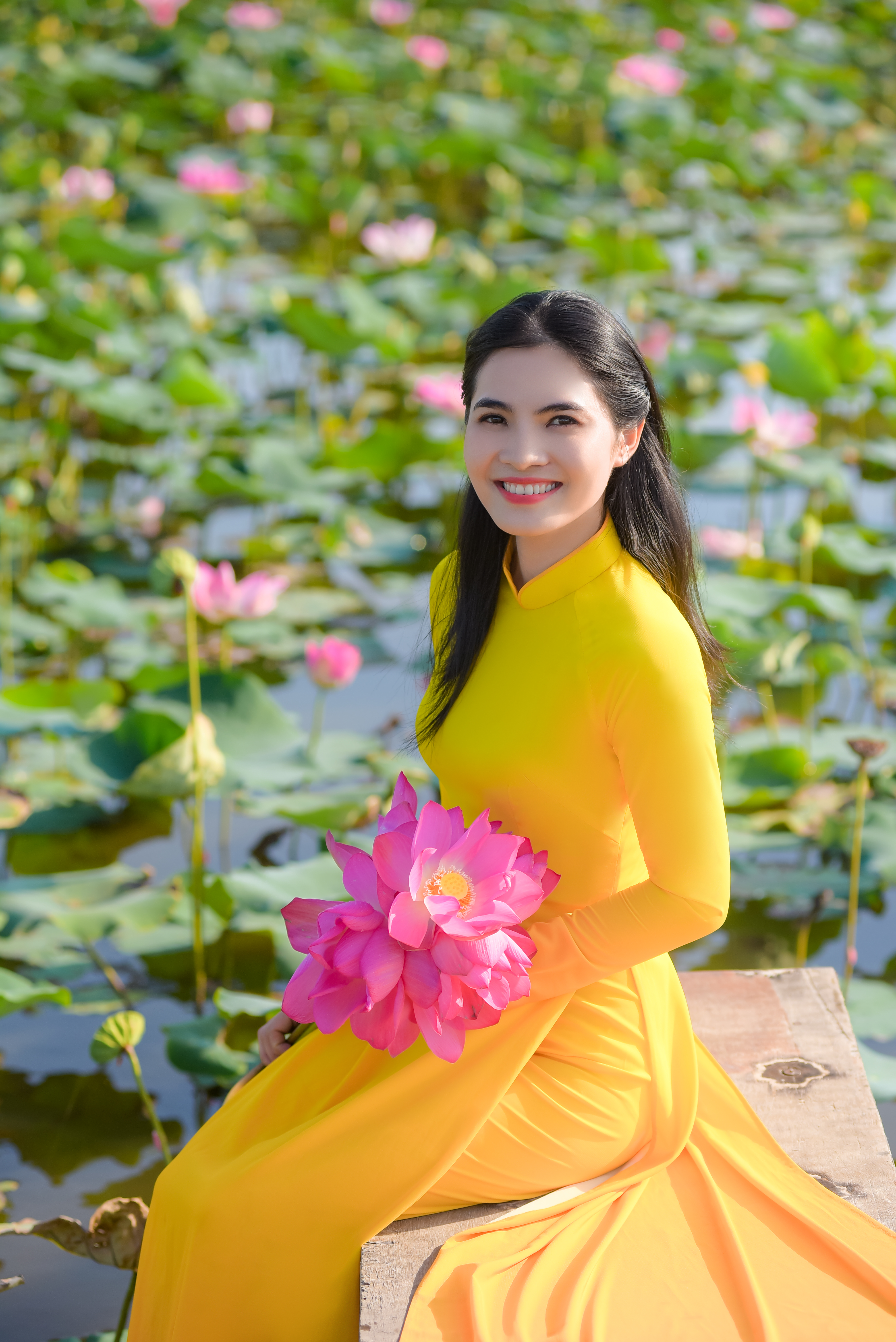
Áo dài jaune (2021)